# جغرافیای لیبریا

موقعیت لیبریا در غرب آفریقا

لیبِریا کشوری در آفریقای سیاه در غرب آفریقا است که در ۶ درجه شمالی و ۹ درجه غربی قرار گرفته‌است. این کشور از سمت جنوب غرب خود با اقیانوس اطلس شمالی در جنوب غربی (۵۸۰ کیلومتر خط ساحلی) و سه کشور آفریقایی دیگر در سه طرف دیگر مرز دارد: سیرالئون در شمال غرب، گینه در شمال شرقی و ساحل عاج در شرق. پایتخت لیبریا شهر مونروویا است.
لیبریا از نظر مساحت، بیستمین کشور در آفریقا و ۱۰۴اُمین در جهان است. بیش از نیمی از ساکنان (۵۲٪) در شهرها زندگی می‌کنند. یک‌پنجم از ساکنان این کشور در مونروویا زندگی می‌کنند. لیبریا در ارتفاع ۲۴۳ متری از سطح دریا نسبتاً کم است.
پست‌ترین نقطه لیبریا در سطح دریا در اقیانوس اطلس است. بلندترین قله کشور، کوه ووتوه با ارتفاع ۱۴۴۰ متر است.
منابع طبیعی که در لیبریا یافت می‌شود شامل سنگ آهن، الوار، الماس، طلا و انرژی آبی است.

## جغرافیای فیزیکی
لیبریا از ۴٫۲۱ درجه شمالی و ۸٫۳۴ درجه شمالی تا ۷٫۲۷ درجه غربی و ۱۱٫۳۱ درجه غربی گسترش می‌یابد. این کشور تقریباً مستطیل‌شکل است با طول ۵۱۰ کیلومتر در جهت شمال غرب به جنوب شرق و عرض حدود ۲۷۵ کیلومتر. در مجموع، لیبریا ۱۱۰٬۰۰۰ کیلومتر مربع مساحت دارد که ۹۶٬۳۰۰ کیلومتر مربع آن خشکی و ۱۵٬۰۰۰ کیلومتر مربع آن آب است.
طول کل مرزهای زمینی لیبریا ۹۸۶ مایل (۱٬۵۸۷ کیلومتر) است: ۱۹۰ مایل (۳۱۰ کیلومتر) با سیرالئون در شمال غربی، ۳۵۰ مایل (۵۶۰ کیلومتر) با گینه در شمال، و ۴۴۵ مایل (۷۱۶ کیلومتر) با ساحل عاج. لیبریا مدعی منطقه اقتصادی انحصاری ۲۴۹٬۷۳۴ کیلومتر مربع (۹۶٬۴۲۳ مایل مربع) و ۲۰۰ مایل دریایی (۳۷۰ کیلومتر؛ ۲۳۰ مایل).
مناظر لیبریا از دشت‌های ساحلی هموار با جنگل‌های حرا و باتلاق‌ها، تا تپه‌ها و فلات‌های تپه‌ماهوری در داخل کشور، و کوه‌های ک ارتفاع در شمال شرقی را شامل می‌شود. رشته‌کوه نیمبا که تا حدی به عنوان یک ذخیره‌گاه طبیعی محافظت می‌شود، در امتداد مرز گینه امتداد دارد. دشت‌های ساحلی (CP) توسط موزاییکی از ساوانا، جنگل‌های تخریب شده و کشاورزی پوشیده شده‌است. در مقابل، تپه‌های منطقه جنگلی مونتان (MFZ) و جنگل‌های گرمسیری (TF) عمدتاً توسط جنگل‌های بارانی متراکم پوشیده شده‌اند. در منطقه جنگلی مونتان (MFZ)، کوه ووتو به حداکثر ۱۳۸۰ متر می‌رسد که بالاترین نقطه کشور است. این رشته کوه توسط فلات جنگلی کمتر متراکم (WPt) احاطه شده‌است، جایی که جنگل‌ها و جنگل‌های تخریب‌شده غالب هستند. فلات داخلی بونگ (BIP) بیشتر زمین‌های قابل کشت لیبریا را در بر می‌گیرد.
سه کمربند مجزای جغرافیایی به موازات ساحل وجود دارد. پهنای کمربند ساحلی پست حدود ۴۰ کیلومتر، با نهرهای جزر و مدی، تالاب‌های کم عمق و مرداب‌های حرا است. سپس بلندی زمین به تپه‌های غلتان با ارتفاع ۶۰–۱۵۰ متر افزایش می‌یابد. کمربند سوم که بخش عمده‌ای از لیبریا را تشکیل می‌دهد، با تغییرات ناگهانی ارتفاع در مجموعه‌ای از کوه‌ها و فلات‌های کم‌ارتفاع مشخص شده‌است که جنگل‌های متراکم کمتری نسبت به منطقه تپه‌ای دارد. کوه‌های نیمبا در نزدیکی مرز گینه قرار دارند.
در غرب، سواحل پست و ماسه‌ای است، اما در نواحی مرکزی و شرقی کشور ماسه‌ای و صخره‌ای و دارای برجستگی متوسط است که اغلب توسط دهانه رودخانه‌ها شکسته می‌شود. دشت ساحلی از نظر عرض متفاوت است، بین مونروویا و بیوکانان باریک است، اما در غرب و در دره سستوس در مرکز بسیار گسترده‌تر است و دوباره در انتهای شرقی کشور باریک می‌شود.

نقشه توپوگرافی لیبریا

## رودها
زهکشی کل کشور مستقیم به دریا است و یک رشته رودخانه‌های کوتاه مستقیماً به دریا می‌ریزند. اینها از غرب به شرق، رودخانه مانو در مرز سیرالئون، رودخانه مافا، رودخانه لوفا، رودخانه سنت پل، رودخانه مسورادو، رودخانه فارمینگتون، رودخانه سنت جان، رودخانه تیمبو، رودخانه سستوس هستند.
رودخانه‌های اصلی این کشور شامل رودخانه مانو در شمال غربی و رودخانه کاوالا در جنوب شرقی می‌باشد. کاوالا با ۵۱۵ کیلومتر طولانی‌ترین رودخانه کشور است. دریانوردان پرتغالی قرن پانزدهمی آن را به نام کاوالا (یا ماهی خال‌مخالی) که در دهانه این رود یافت می‌شد نام‌گذاری کردند.
از میان شش رودخانه اصلی که همگی در زاویه قائم به ساحل قرار دارند و به اقیانوس اطلس می‌ریزند، فقط فارمینگتون اهمیت تجاری زیادی دارد. نواره‌های شنی دهانه همه رودخانه‌ها را مسدود می‌کنند و ورودی را خطرناک می‌کنند و در بالادست رودخانه‌های صخره‌ای وجود دارد.
رودخانه‌های دیگری که قابل توجه هستند عبارتند از: لوفا، سنت پل، سنت جان و رودخانه سستوس که همگی به اقیانوس اطلس می‌ریزند. رودخانه‌های سهن‌کوهن، سینوئه، دوگبه، دوبو، گرند سس و کاوالا در مرز با ساحل عاج جاری هستند. تنها دریاچه قابل توجه در این کشور دریاچه پیسو است با ۱۰۳ کیلومتر مربع مساحت.

## مسائل زیست‌محیطی
خطر طبیعی که در لیبریا رخ می‌دهد، باد هارماتان مملو از گرد و غبار است که از صحرا (دسامبر تا مارس) می‌وزد.
محیط کشور فاقد نهادهای نظارتی برای نظارت بر حفظ محیط زیست است. با شروع دهه ۱۹۸۰، لیبریا یکی از آخرین کشورهای آفریقای غربی بود که ذخایر جنگلی اولیه قابل توجهی داشت، اما برآوردهای اخیر نشان می‌دهد که جنگل زدایی با نرخ حدود ۲ درصد در سال ادامه دارد. قطع تجاری، قطع هیزم، و برنامه دولتی پاکسازی زمین، همگی زمین‌های جنگلی اولیه را تهدید می‌کنند. جنگل‌ها در حال حاضر کمتر از ۴۰ درصد از زمین‌های لیبریا را تشکیل می‌دهند. در اواسط دهه ۱۹۸۰، این کشور بیش از ۷۰ درصد از باتلاق‌های حرا خود را از دست داده بود. شکار و از دست دادن زیستگاه حیات وحش را در امتداد دشت ساحلی نابود کرده‌است و دیگر گله بزرگی از شکار بزرگ در داخل آن وجود ندارد.

## آب و هوا
آب و هوای لیبریا گرمسیری و مرطوب است و در طول سال تغییرات کمی در دما وجود دارد. میانگین دما ۲۷ درجه سانتی‌گراد است و دما به ندرت از ۳۶ درجه سانتی‌گراد بالاتر می‌رود یا به زیر ۲۰ درجه سانتی‌گراد می‌رسد. در ساحل، شدت گرما با نسیم تقریباً ثابتی کاهش می‌یابد.

نقشه طبقه‌بندی آب و هوای کوپن لیبریا

میزان بارندگی سالانه در سواحل به ۵۱۰ سانتی‌متر می‌رسد و در دورترین مناطق داخلی به حدود ۲۰۰ سانتی‌متر کاهش می‌یابد. فصول مرطوب و خشک مشخصی دارد، بیشتر بارندگی بین اواخر آوریل و اواسط نوامبر رخ می‌دهد. میانگین رطوبت نسبی در منطقه ساحلی در طول فصل بارانی حدود ۸۲ درصد و در فصل خشک ۷۸ درصد است، اما ممکن است بین دسامبر و مارس، زمانی که هارماتان مملو از گرد و غبار از صحرای صحرا می‌وزد، به ۵۰ درصد یا کمتر کاهش یابد.

## گیاهان و جانوران
لیبریا، همراه با سیرالئون و ساحل عاج مجاور، شامل بزرگترین جنگل‌های همیشه‌سبز آفریقا است. حدود ۲۳۵ گونه درخت در لیبریا وجود دارد که ۹۰ گونه در مقادیر بالقوه قابل فروش می‌رویند، از جمله چوب ماهون و درخت‌های سخت‌چوب. درخت پنجه، نخل روغنی و درخت کولا در کشور زیاد می‌روید. درخت کائوچوی ابریشمی بومی است، اما کائوچوی معمولی کشت شده منبع لاستیک تجاری لیبریا است. انواع قهوه خاص لیبریا، قهوه لیبریکا، قبلاً رایج بود، اما جای خود را به قهوه کانفورا داده‌است. درختان میوه شامل انواع مرکبات، سیب تمساح، پاپایا، انبه و آووکادو هستند. آناناس به صورت وحشی رشد می‌کند. از جمله گیاهان زیر کشت می‌توان به مانیوک، پنبه، کاکائو و برنج ویژه ارتفاعات اشاره کرد.
فیل و گاومیش که زمانی در لیبریا رایج بود، تا حد زیادی ناپدید شده‌اند، اما چندین گونه از آنتلوپ در داخل آن یافت می‌شود. دو تا از اینها، دویکور شانه سفید و بز کوهی گورخری، مخصوص لیبریا هستند. لموری به نام آهسته‌رو و چندین گونه میمون از جمله میمون مو بلند و میمون دیانا در جنگل‌ها یافت می‌شود. گرازها و تَشی‌ها در مناطق کم‌سکونت وجود دارند و چندین عضو از خانواده پلنگ نیز یافت می‌شوند. اکثر ۱۵ گونه مارها سمی در این کشور هستند. موریانه‌ها در سراسر کشور لانه‌های بلندی می‌سازند. در برخی مناطق مگس تسه تسه یافت می‌شود و مورچه‌های راننده و پشه‌ها رایج هستند. چندین گونه از حلزون‌ها به عنوان میزبان در انتشار برخی بیماری‌های روده ای عمل می‌کنند. از جمله پرندگان می‌توان به نوک‌شاخ، مرغ شاخدار وحشی، گاوچرانک (گاومرغ)، فلامینگو، دارکوب و مرغ جولا اشاره کرد. تا سال ۲۰۰۲، حداقل ۱۹۳ گونه پستاندار، ۱۴۶ گونه پرنده و بیش از ۲۲۰۰ گونه گیاه در سراسر کشور وجود داشت.